# سوزان مينوت
سوزان مينوت (بالإنجليزية: Susan Minot)‏ (7 ديسمبر 1956، بوسطن في الولايات المتحدة)؛ كاتِبة، سيناريست وروائية أمريكية.

## روابط خارجية
- سوزان مينوت على موقع IMDb (الإنجليزية)
- سوزان مينوت على موقع قاعدة بيانات الفيلم (الإنجليزية)